# Jean Mouisset
Jean Mouisset, wł. Jean-Julien-Robert Mouisset  (ur. 29 kwietnia 1909 w Sète, zm. 4 czerwca 1993 w Nicei) – francuski duchowny katolicki, biskup. Święcenia kapłańskie przyjął w 1949 roku, zaś w 1962 został mianowany przez papieża Jana XIII biskupem koadiutorem z prawem następstwa diecezji Nicei ze stolicą tytularną Thélepte. Rządy nad diecezją objął 24 kwietnia 1963 roku. 30 kwietnia 1984 roku złożył rezygnację ze względu na wiek. Zmarł w 1993 roku w wieku 84 lat. Brał udział we wszystkich czterech sesjach Soboru watykańskiego II.